# Овчинникова Люсьєна Іванівна
Люсьє́на Іва́нівна Овчи́нникова (1931—1999) — радянська, російська актриса театру і кіно. Заслужена артистка РРФСР (1973).

## Життєпис
Народилася 10 вересня 1931 р. в м. Олевськ (УСРР) в родині прикордонника. Закінчила акторський факультет Державного інституту театрального мистецтва імені А. В. Луначарського (1955, курс народного артиста РРФСР Григорія Конського).
У різні роки працювала в Московському академічному театрі імені Володимира Маяковського, Московському літературно-драматичному театрі Всеросійського театрального товариства (ВТТ), в Державному російському драматичному театрі ім. О. С. Пушкіна (м. Ашхабад) та в Державному театрі кіноактора в Москві.
Дебютувала в кінематографі в картині режисера Л. Куліджанова «Батьківський дім» (1959). Знімалась у кінофільмах провідних радянських режисерів — Сергія Герасимова, Михайла Ромма, Олексія Германа, Петра Тодоровського, Олександра Мітти, Віталія Мельникова, Ролана Бикова, Олександра Прошкіна, Іллі Фреза, Володимира Грамматикова та ін. Втілювала на екрані привабливий образ простої жінки-трудівниці з народу. Добре співала.
Популярність і любов глядача принесли ролі в картинах «Дівчата» (1961) і «Мама вийшла заміж» (1969).
Грала у стрічках кіностудії ім. О. Довженка та Одеської кіностудії: «Повість про Пташкіна» (1964, реж. Б. Крижанівський), «Вірність» (1965), «Віра, Надія, Любов» (1972, реж. І. Шмарук), «Увімкніть північне сяйво» (1972), «Любі мої» (1975), «Камертон» (1979, реж. В. Новак), «Трень-брень» (1994, реж. Р. Василевський).
Працювала на озвучуванні мультфільмів: «Мауглі. Ракша» (1967), «Мауглі. Повернення до людей» (1971), «Фока — на всі руки дока» (1972), «Дитинство Ратибора» (1973), «Мауглі» (1973), «Персей» (1973), «Скарби затонулих кораблів» (1973), «Лисиця і ведмідь» (1975), «Остання пелюстка» (1977).
Померла 8 січня 1999 року у віці 67 років у Москві, переживши свого чоловіка, актора Валентина Козлова всього на чотири місяці. Причиною смерті стала тромбоемболія. 12 січня тіло актриси було кремовано, а урну з прахом поховано в колумбарії Введенського кладовища; у 2021 році її було перепоховано в родинній могилі на тому самому кладовищі (ділянка № 3).

## Пам'ять
Життю і творчості актриси присвячені: глава 55 документально-біографічного циклу передач Леоніда Філатова «Щоб пам'ятали» і документальний фільм «Люсьєна Овчинникова. Життя в очікуванні любові» (2008, Останкіно).

## Фільмографія
Зіграла близько 60 ролей в кінофільмах, серед яких:
- «Батьківський дім» (1959)
- «Різнобарвні камінці» (1960)
- «Дівоча весна» (1960)
- «Дівчата» (1961, Катя)
- «Дев'ять днів одного року» (1962, Нюра, молодша сестра Гусєва)
- «Ранкові поїзди» (1963, Інна)
- «Легке життя» (1964, Маша, випускниця з дитиною)
- «Повість про Пташкіна» (1964, Феня)
- «На завтрашній вулиці» (1965, Насти)
- «Дзвонять, відкрийте двері» (1965, Нечаєва, мати Тані)
- «Вірність» (1965, удова)
- «Жінки» (1966)
- «Журналіст» (1966, Тамара, подруга Шури)
- «Сильні духом» (1967)
- «Мама вийшла заміж» (1969, Зіна Голубєва)
- «Білий флюгер» (1969, Варвара Дорохова)
- «Телеграма» (1971)
- «Віра, Надія, Любов» (1972)
- «Увімкніть північне сяйво» (1972, Марія Петрівна)
- «Велика перерва» (1973, Валя, наречена, пізніше дружина Петрикіна)
- «Велика космічна подорож» (1974, мати Дружиніна)
- «Любі мої» (1975, Шура Петрова)
- «Таке коротке довге життя» (1975)
- «Ольга Сергіївна» (1975)
- «Це ми не проходили» (1975, Поліна Сергіївна, мати Мили)
- «Колискова для чоловіків» (1976, Клавдія Іванівна)
- «Двадцять днів без війни» (1976, Ксенія Сергіївна, колишня дружина Лопатіна (озвучує Наталя Гундарєва)
- «Люся» (1977)
- «І знову Аніскін» (1978)
- «Камертон» (1979, Марія Федорівна, мама Ганушкіна)
- «Пливуть моржі» (1980)
- «Побачення з молодістю» (1982)
- «Приступити до ліквідації» (1983)
- «Пробудження» (1983, Валентина Воропаєва)
- «Валентин і Валентина» (1985, Рита)
- «Джигіт завжди джигіт» (1985, Анна Петрівна, головлікар профілакторію)
- «Твій брат — мій брат» (1986, Катерина Антонівна, дружина лікаря)
- «Жінки, яким пощастило» (1989)
- «Казка про купецьку дочку і таємничу квітку» (1991)
- «Тринь-бринь» (1994)
- «Ніч жовтого бика» (1997, Туркменія) та інші…